# Nersingen
Nersingen település Németországban, azon belül Bajorországban. Lakosainak száma 9839 fő (2023. december 31.). Nersingen Neu-Ulm, Elchingen, Pfaffenhofen an der Roth, Bibertal és Leipheim községekkel határos.

## Népesség
A település népessége az elmúlt években az alábbi módon változott:
| Lakosok száma | 6068 | 3490 | 9252 | 9278 | 9224 | 9288 | 9437 | 9446 | 9611 | 9839 |
|               | 1970 | 1975 | 2011 | 2012 | 2014 | 2015 | 2017 | 2019 | 2022 | 2023 |